# (9939) 1988 VK
A (9939) 1988 VK a Naprendszer kisbolygóövében található aszteroida. Takuo Kojima fedezte fel 1988. november 3-án.